# Final de la Copa d'Europa de futbol de 1992
La final de la Copa d'Europa de futbol 1991-92 va ser un partit de futbol disputat a l'Estadi de Wembley de Londres el 20 de maig de 1992. S'hi van enfrontar la UC Sampdoria i el FC Barcelona. Tots dos finalistes arribaren a la final de la Copa d'Europa sense haver arribat abans, o haver guanyat cap de les finals anteriors.
El Barça va guanyar la final a la pròrroga, per 1 gol a 0, marcat pel defensa neerlandès Ronald Koeman amb un xut de falta. Aquest va ser el primer cop que l'equip es proclamava campió d'aquesta competició, i un partit que va marcar la història del Barça, entrenat en aquell moment per Johann Cruyff.
Va ser la primera vegada que es va disputar una fase de grups en què els vuit guanyadors de la segona ronda es van dividir en dos grups, i el guanyador de cadascun es va enfrontar a l'altre a la final. El Barça era el segon club de la federació espanyola a guanyar el torneig i el 19è en total. Aquesta va ser l'última final abans que la competició passés a anomenar-se Lliga de Campions.

## Participants
| Equip        | Finals anteriors (la negreta indica que la van guanyar) |
| ------------ | ------------------------------------------------------- |
| UC Sampdoria | Cap                                                     |
| FC Barcelona | 2 (1961, 1986)                                          |

## Camí cap a la final
| Team             | Pld | W | D | L | GF | GA | GD | Pts |
| ---------------- | --- | - | - | - | -- | -- | -- | --- |
| UC Sampdoria     | 6   | 3 | 2 | 1 | 10 | 5  | +5 | 8   |
| Estrella Roja    | 6   | 3 | 0 | 3 | 9  | 10 | −1 | 6   |
| RSC Anderlecht   | 6   | 2 | 2 | 2 | 8  | 9  | −1 | 6   |
| Panathinaikos FC | 6   | 0 | 4 | 2 | 1  | 4  | −3 | 4   |

| Team         | Pld | W | D | L | GF | GA | GD | Pts |
| ------------ | --- | - | - | - | -- | -- | -- | --- |
| FC Barcelona | 6   | 4 | 1 | 1 | 10 | 4  | +6 | 9   |
| Sparta Praga | 6   | 2 | 2 | 2 | 7  | 7  | 0  | 6   |
| SL Benfica   | 6   | 1 | 3 | 2 | 8  | 5  | +3 | 5   |
| Dinamo Kíev  | 6   | 2 | 0 | 4 | 3  | 12 | −9 | 4   |

## Partit

### Detalls
| UC Sampdoria | 0–1 (pr.) | FC Barcelona |
| ------------ | --------- | ------------ |
|              | Informe   | Koeman 111'  |

| Sampdoria | Barcelona |

| GK             | 1  | Gianluca Pagliuca   |      |      |
| RB             | 2  | Moreno Mannini      | 39'  |      |
| LB             | 3  | Srečko Katanec      |      |      |
| CM             | 4  | Fausto Pari         |      |      |
| CB             | 5  | Pietro Vierchowod   | 66'  |      |
| CB             | 6  | Marco Lanna         |      |      |
| RM             | 7  | Attilio Lombardo    |      |      |
| CM             | 8  | Toninho Cerezo      |      |      |
| CF             | 9  | Gianluca Vialli     |      | 100' |
| CF             | 10 | Roberto Mancini (c) | 118' |      |
| LM             | 11 | Ivano Bonetti       |      | 73'  |
| Banqueta:      |    |                     |      |      |
| GK             | 12 | Giulio Nuciari      |      |      |
| DF             | 13 | Dario Bonetti       |      |      |
| MF             | 14 | Giovanni Invernizzi |      | 73'  |
| FW             | 15 | Paulo Silas         |      |      |
| MF             | 16 | Renato Buso         |      | 100' |
| Entrenador:    |    |                     |      |      |
| Vujadin Boškov |    |                     |      |      |

| GK           | 1  | Andoni Zubizarreta (c) |     |      |
| CB           | 2  | Nando                  |     |      |
| CB           | 3  | Albert Ferrer          |     |      |
| SW           | 4  | Ronald Koeman          |     |      |
| LWB          | 5  | Juan Carlos            |     |      |
| CM           | 6  | José Mari Bakero       | 75' |      |
| CF           | 7  | Julio Salinas          |     | 65'  |
| CF           | 8  | Hristo Stoítxkov       |     |      |
| CM           | 9  | Michael Laudrup        |     |      |
| DM           | 10 | Josep Guardiola        |     | 112' |
| RWB          | 11 | Eusebio Sacristán      |     |      |
| Banqueta:    |    |                        |     |      |
| DF           | 12 | José Ramón Alexanko    |     | 112' |
| GK           | 13 | Carles Busquets        |     |      |
| FW           | 14 | Txiki Begiristain      |     |      |
| MF           | 15 | Miquel Àngel Nadal     |     |      |
| MF           | 16 | Andoni Goikoetxea      |     | 65'  |
| Entrenador:  |    |                        |     |      |
| Johan Cruyff |    |                        |     |      |

| Àrbitres assistents: Joachim Ren (Alemanya) Uwe Ennuschat (Alemanya) Quart àrbitre: Karl-Josef Assenmacher (Alemanya) | Regles del partit - 90 minuts. - Si cal, 30 minuts de pròrroga. - Si continua l'empat, tanda de penals. - Cinc substituts a la banqueta. - Dos canvis com a màxim. |